# Atyria pernigrata
Atyria pernigrata är en fjärilsart som beskrevs av Louis Beethoven Prout 1938. Atyria pernigrata ingår i släktet Atyria och familjen mätare. Inga underarter finns listade i Catalogue of Life.